# Tang Yifen

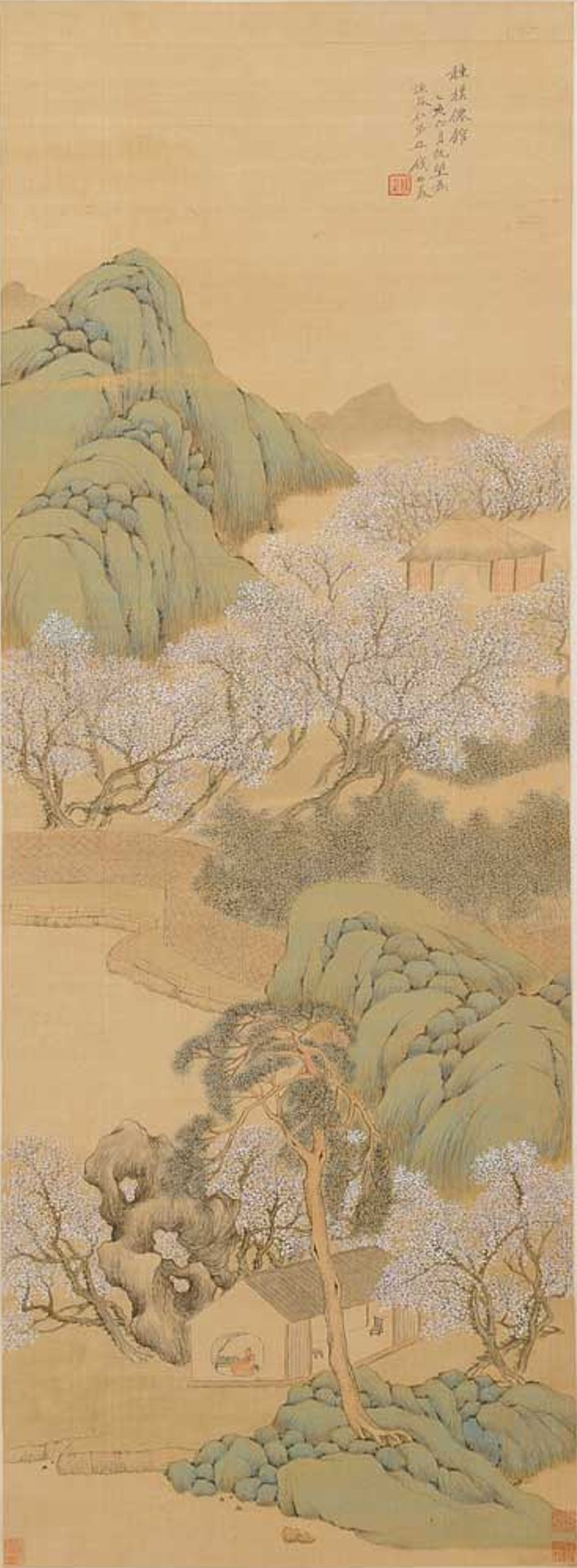
“Alegres pintures inspirades en antics mestres'

Tang Yifen (xinès simplificat: 汤贻汾; xinès tradicional: 湯貽汾; pinyin: Tāng Yífén), també conegut com a Ruoyi i Yusheng, fou un pintors i cal·lígraf xinès que va viure sota la dinastia Qing. Va néixer vers l'any 1778 i va morir el 1853. Oriünd de Wujin, província de Jiangsu. Va morir a la Batalla de Nanjing. Va ser un destacat pintor paisatgista. També va pintar pruneres amb tinta.